# نقش دارابگرد
نقش شاپور یا نقش‌برجسته دارابگرد نقش برجسته‌ای مربوط به دوره ساسانی است که پیروزی شاپور یکم بر والرین امپراتور روم را به تصویر می‌کشد. این نقش برجسته در چهار کیلومتری جنوب داراب و در دامنه کوه پهنا جای گرفته‌است. این اثر در تاریخ ۱۲ اسفند ۱۳۱۵ با شمارهٔ ثبت ۲۶۷ به عنوان یکی از آثار ملی ایران به ثبت رسیده‌است.

## پیشینه
این نگاره بی‌درنگ پس از پیروزی شاپور یکم بر والرین امپراتور روم کنده‌کاری شده‌است. شاپور یکم به هنگام پیروزی بر والرین نزدیک ۶۳ سالگی بود.
در این سنگ نگاره که در آن پیروزی شاپور یکم شاه ساسانی بر امپراتوران روم واگویی شده‌است، شاپور سوار بر اسب به گونه‌ای تمام رخ در میانه نگاره جای گرفته‌است و سه امپراتور و فرمانده رومی در جلوی او قرار دارند.
شاپور در این نگاره تاج همیشگی خود را بر سر ندارد و تاجی همانند تاج پدرش، اردشیر یکم بر سر دارد. پشت سر شاه هجده تن از بلندپایگان ساسانی ایستاده‌اند. زیر پای اسب یک امپراتور رومی به نام گوردیان سوم به زمین افتاده‌است که در کرانه فرات کشته شده‌است. دست چپ شاپور بر سر فیلیپ عرب است که پس از مرگ گوردیان با نیم میلیون دینار صلح را از شاپور خرید. پیمان صلح در سال ۲۴۴ میلادی بسته شد و امپراتور سوم والرین امپراتور روم است که در سال ۲۶۰ میلادی در نبرد ادسا اسیر شاپور شده‌است.
این نقش‌برجسته از جمله بحث‌برانگیزترین نقوش برجسته دوره ساسانی به‌شمار می‌آید که دارای چندین نظریه است:
- از جمله مسافران اروپائی که از محل بازدید نموده‌اند، سر ویلیام اوزلی است که محل مذکور را در سال ۱۸۱۱ میلادی مورد بازدید قرار می‌دهد. وی از این نقش به عنوان صحنه پیروزی شاپور یکم یاد می‌کند.[۳]
- سی سال پس از آن نیز دو نفر فرانسوی به نام‌های اوژن فلاندن معمار و پاسکال کوست نقاش، از محل دیدار می‌کنند. این دو نفر طرح ساده‌ای از نقش مذکور تهیه و آن را به شاهپور نسبت می‌دهند.[۴]
- در سال ۱۹۳۴ م؛ که سر اورال اشتاین اولین عکس‌برداری را از این نقش برجسته به عمل آورده، همچون سایرین آن را به شاپور یکم منسوب می‌دارد. ظاهراً سه نفر اخیر در انتساب نقش به دومین پادشاه ساسانی از نقل قول مردم بومی پیروی نموده‌اند.[۵]
- سایر محققان نیز به تبعیت از اسلاف خویش این نظریه را پذیرفته‌اند. حتی ارنست هرتسفلد نیز که در ۱۹۳۸ میلادی روشی برای تشخیص هویت شاهان ساسانی از طریق فرم تزیین تاج آن‌ها ابداع نمود، در این مورد خاص ایده دیگری داشته و نقش را همچون دیگر پژوهشگران قدیمی به شاپور یکم نسبت می‌دهد. رومن گیرشمن نیز چنین نظری داده‌است.[۶]
- نظریه‌ای بر پایه مطالعات سکه‌شناسی ولادیمیر لوکونین استوار است. وی یادآور می‌شود که شاپور در آغاز حکومت خویش با تاجی کنگره‌دار همراه با یک گوی شبیه تاج پدرش بر روی سکه‌ها ظاهر شده‌است، این مورد را می‌توان در نقش‌برجسته سلماس مربوط به اوایل دوره ساسانی به خوبی مشاهده نمود.[۷]
- در میان محققان تنها دو نفر فرضیهٔ بالا را رد کرده‌اند. نخستین آن‌ها بی.سی. مک‌درموت است که پیرامون سال ۱۹۵۴ میلادی نقش‌برجسته را به عنوان تصویر پیروزی اردشیر اول بر رومیان گزارش نمود. جامع‌ترین بررسی که در مورد این مسئله انجام شده مربوط به ژرژینا هرمان است وی در گزارش خود می‌نویسد: ما چاره‌ای نداریم جز اینکه در این مورد از روش ابداعی هرتسفلد صرف نظر کرده و پادشاه را به عنوان اردشیر اول بشناسیم لذا وی برای اثبات نظریه خویش بررسی دقیقی را بر روی تمام نقش برجسته‌های ساسانی منسوب به این دو پادشاه انجام داده و نهایتاً چنین نتیجه می‌گیرد از نظر سبک و سلیقه رایج آن روز، نقش دارابگرد نمی‌تواند صحنه پیروزی اردشیر بر فیلیپ عرب امپراتور روم یا بر والرین دیگر امپراتور روم باشد. از سوی دیگر نیز این نقش نمی‌تواند تازه‌تر از سال‌های ۲۴۶–۲۳۰ میلادی کنده شده باشد این نقش باید نمایانگر پیروزی اردشیر بر سه پادشاه محلی در مسیر لشکرکشی اردشیر باشد.[۸]

## اندازه نقش برجسته
این نگاره با اندازه‌های ۹٫۱۰ در ۵٫۴۰ متر در بالای چشمه آب و آبگیری جای دارد.